# Go-Kashiwabara
Go-Kashiwabara (jap. 後柏原天皇 Go-Kashiwabara tennō; ur. 19 listopada 1464, zm. 19 maja 1526) – 104. cesarz Japonii, panował od 16 listopada 1500 r. do 19 maja 1526 r.